# 阿梅利莱班-帕拉尔达
阿梅利莱班-帕拉尔达（法語：Amélie-les-Bains-Palalda，法語發音：[ameli le bɛ̃ palalda] ⓘ）是法国东比利牛斯省的一个市镇，属于塞雷区。该市镇于1942年由原市镇阿梅利莱班和帕拉尔达合并而成。1962年，市镇蒙塔尔巴达梅利并入阿梅利莱班-帕拉尔达。

## 地理
阿梅利莱班-帕拉尔达（42°28'31"N, 2°40'19"E）面积29.43 平方千米，位于法国奧克西塔尼大區东比利牛斯省，南与西班牙赫羅納省接壤。
与阿梅利莱班-帕拉尔达接壤的市镇（或旧市镇、城区）包括：马萨内特-德卡夫雷尼斯、雷内斯、圣洛朗德塞尔当、泰克河畔阿尔勒、蒙博洛。
阿梅利莱班-帕拉尔达的时区为UTC+01:00、UTC+02:00（夏令时）。

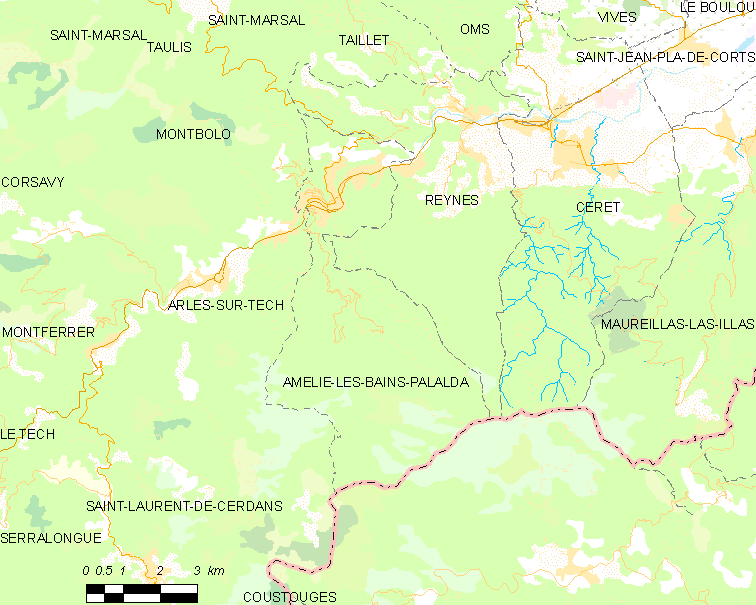
阿梅利莱班-帕拉尔达的OSM定位图

## 行政
阿梅利莱班-帕拉尔达的邮政编码为66110，INSEE市镇编码为66003。

## 政治
阿梅利莱班-帕拉尔达所属的省级选区为勒卡尼古县。

## 人口

1962-2008年间阿梅利莱班-帕拉尔达人口变化图示

阿梅利莱班-帕拉尔达于2022年1月1日时的人口数量为3553人。